# Рареш
Рареш (рум. Rareș) — село у повіті Харгіта в Румунії. Входить до складу комуни Мертініш.
Село розташоване на відстані 204 км на північ від Бухареста, 36 км на південний захід від М'єркуря-Чука, 63 км на північ від Брашова.

## Населення
За даними перепису населення 2002 року у селі проживали 164 особи, усі — угорці. Усі жителі села рідною мовою назвали угорську.